# 글래스고 지하철
글래스고 지하철(영어: Glasgow Subway)은 스코틀랜드 글래스고 시내를 달리는 지하철이다. 개업은 1896년에 하였으며, 런던, 이스탄불, 부다페스트에 이어 세계에서 4번째로 오래되었다. 1개 노선 15개 역을 운행하며 전 구간 복선, 차량기지를 제외한 모든역이 지하에 있다.

## 노선
경로는 거의 6.5 마일 (10.5 km) 길이의 순환선이며 클라이드강 북쪽과 남쪽으로 퍼져있다. 궤도는 4 ft (1,219 mm)의 특이한 협궤를 사용하며, 11 피트 (3.35 m)의 명목상 터널 직경을 가지며, 런던 지하철의 고심도 노선(가장 작은 것이 11 피트 8 1⁄4 인치 or 3.56 미터) 보다 훨씬 작다. 차량 수도 상당히 적다.
이 시스템은 자체를 외선순환(Outer Circle)과 내선순환(Inner Circle)의 두 노선으로 설명하지만, 이것은 단순한 복선을 가리키며, 각각 별도의 터널이 있지만 동일한 경로를 따라 시계 방향과 시계 반대 방향으로 운행하는 열차가 있다.
지하철의 주행 노선은 완전히 지하에 있지만 고반역과 아이브록스역 사이에 위치한 브룸론 로드(Broomloan Road)의 유지 보수 차량기지는 고반의 이전 차량기지와 마찬가지로 지상 위에 있다. 현대화 이전에는 열차를 크레인으로 궤도상에 올리고 내리는데 사용되었다. 현대화로 인해 고반 역과 아이브록스 역 사이에 지점들이 설치되고 경사로가 터널 시스템을 빠져나와 정비,청소 또는 주박을 위해 종착할 수 있다.
이 시스템은 스트래스클라이드 교통 조합(Strathclyde Partnership for Transport, 약칭 SPT, 구 스트래스클라이드 여객 교통(Strathclyde Passenger Transport))이 소유하고 운영하며, 2005-06년에 1316만 명의 승객을 수송했다. 지하철은 2007년부터 영국 철도 경찰에서 치안을 유지하고 있다.

## 역사

### 1896–1977
글래스고 디스트릭트 지하철 회사(Glasgow District Subway Company)는 1891년에 지하 공사를 시작했으며, 1896년 12월 14일에 개통했다. 지하철은 각 방향에 대해 하나의 케이블로 클러치 앤 케이블 시스템에 의해 구동되었다. 이 케이블은 웨스트 스트리트역과 실즈 로드역 사이의 증기 동력 설비로 가동되었다. 열차가 차량기지에 도착할 수 있는 추가 케이블은 없었다. 대신, 그들은 고반 작업장에서 구덩이를 조작하는 기중기를 통해 운행 선로에 이송되었다. 이것은 또한 두 트랙이 아무런 분기기 없이 완전히 분리될 수 있음을 의미한다. 이 회사의 본사는 세인트 에녹역의 상부층에 있었다. 특유의 화려한 건물은 여전히 세인트 에녹 광장에 있으며 SPT의 여행 안내소로 사용되어 현재 커피숍으로 운영하고 있다.
지하철 개통당시, 1량 객차 4축(트윈 트럭) 열차가 운행되었다. 개통일 저녁 늦은 오후 11시 이후, 클라이드 강 아래에서 60명의 승객을 태운 차량 한 대가 다른 승객들과 충돌했다. 4명이 부상 당했고, 1명은 의무실에 이송되었다. 이것은 1897년 1월 19일까지의 지하철 폐쇄를 수반했다. 20개의 목조 차체 객차는 우스터셔 올드베리의 올드베리 철도 객차(Oldbury Railway Carriage)와 웨곤 컴퍼니(Wagon Company)에 의해 제조되었다. 대다수가 1977년까지 업그레이드된 형태로 계속 운행했다. 1897년에 동일한 제조업체에서 10대를 더 들여왔다. 1898년부터 케이블 그리퍼 메커니즘이 없는 두 번째 4축(동력) 객차가 추가되었지만, 전면 (그리퍼) 객차보다 상당히 짧았다. 결국 추가 30 객차는 래너크셔의 머더웰에 있는 Hurst Nelson & Company에 의해 건조되었다. 이 객차는 앞쪽 객차의 길이와 맞게 확장되었으며, 41T 객차는 원래 길이로 복원되었으나, 종단으로 절단된 39T는 리버사이드 박물관(Riverside Museum)에 보존되었다. 대부분의 그리퍼 객차는 1935년에 전기식 견인기로 전환되었다. 1960년대에 대부분 공기구동식 미닫이 문으로 개조되었지만, 1977년까지 일부 문이 유지되었다.
15개 역 모두 섬식 승강장으로 지어졌다. 그래서 열차는 한쪽에만 문이 열렸다. 열차의 전기 조명을 위한 전력은 열차의 비 승강장 측면의 창문쪽에서 두 개의 평행 벽 장착 레일("T-irons"으로 알려짐)에 의해 공급되었다. 열차는 원래 전기를 공급시키려고 바퀴가 달렸지만, 전기 대전에서 스키드로 바뀌었다. 열차는 1935년까지 케이블로 연결되어 있었지만, 조명에 전력을 공급하는 시대 착오적인 방법은 1977년까지 계속되었다. 조명 회로는 또한 신호 시스템의 작동의 일부분이었다.

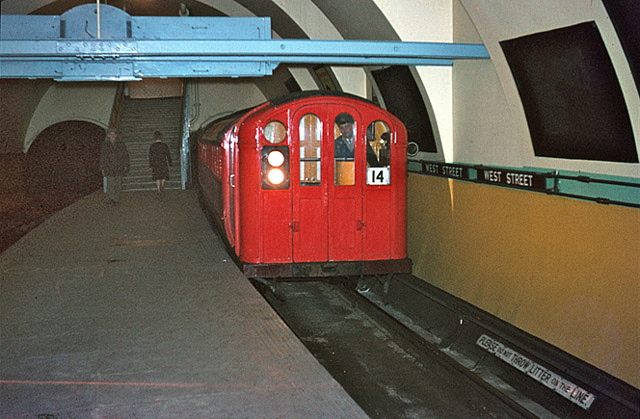
1966년 웨스트 스트리트역에 진입한 빨강 도색 열차

글래스고 코포레이션(Glasgow Corporation)은 1923년에 385,000 파운드 (2015년 19,803,181 파운드)의 비용으로 회사를 인수했다. (2020년 기준 £22,449,542에 해당). 1935년에 기존 열차는 직류 600 볼트의 제3궤조에서 공급되는 전력으로 변환되었다. 3월부터 1935년 12월까지는 시계 방향 열차가 케이블로 연결되어 있었고 반시계 방향 열차는 전기로 연결되었다. 전기 견인 비용은 12만 파운드 (2015년 기준 7,512,507 파운드)이다. (2020년 기준 £8,516,427에 해당). 마지막으로 운행된 케이블 서비스는 1935년 11월 30일이었으며, Robert Boyd가 주도했다.
열차는 원래의 짙은 플럼 & 크림색을 잃어버렸고, 대신 빨간색과 흰색으로 칠해졌다. 1950년대부터 열차는 런던 버스와 비슷하게 모두 빨갛게 되었다. 1970년대 초반 무동력 41 객차는 원래 1896년 도색에서 다시 칠해졌다.
1960년대의 Beeching Axe 이후, 세인트 에녹역과 뷰캐넌 스트리트역의 주 지하철역은 폐쇄되고 철거되었지만, 뷰캐넌 스트리트의 지하철역과 메인라인 역은 0.5 킬로미터 (0.31 mi) 이상 떨어져있어 직접 연결되어있지 않았다. 뷰캐넌 스트리트과 머크랜드 스트리트 역은 각각 퀸 스트리트와 파틱힐 국영 철도역에서 가까운 도보 거리에 있었지만, 지하철은 국영 철도망에 직접적인 환승이 없었다.
1977-1980년 근대화 이전에 이 역은 특유의 흙냄새가 났다. 열차(주로 1896년까지 거슬러 올라가는)는 항상 붉은색 가죽 시트가 달린 앞(동력) 객차와 갈색 가죽 시트가 달린 뒤(비동력) 객차로 구성된 두 대의 객차로 구성되었다. 후방 객차에서만 흡연이 허용되었다. 좌석의 뒷부분은 객차의 측면에 부착되었으며, 객차는 바닥에서 반독립적으로 움직였다 (좌석 자체가 부착되어 있음). 승객들은 전방과 후방으로 흔들리고, 객차는 그들 주위를 '떼었다'. 승객은 항상 전차의 정문 또는 후방 객차의 뒷문을 통해 열차의 중앙에 진입한다 ("Q[ueue] Here"표지판이 승강장에 칠해졌다).
1970년대에 이 역은 매우 황폐해졌다. 역에는 종종 가로등 기둥에 부착된 원형 표지가 표시되어 있었다. 이 표지는 위의 3/4의 흰색 배경과(큰 빨간 글자 "U"포함) 아래쪽 4/1은 검은 색 배경("UNDERGROUND"라는 단어와 역 입구의 화살표가 포함)으로 이루어졌다. 역에는 에스컬레이터가 없었으나,  켈빈브리지역에는 엘리베이터가 있었다. 각 역에는 매표창구(창문이 있는 소규모의 작은 부스)가 있었다. 발권 시스템은 당시의 대부분의 영화관과 동일했으며, 승차권은 역애 매표창구에서 나오게 되었다.("Control Systems Ltd" 또는 "Automaticket Ltd"라는 단어가 모든 승차권에 인쇄되어 있음) 표는 하차할 때 변함없이 회수되었다. 회사가 1977년까지 인계 받던 때부터 직원들은 트램웨이 유니폼을 발급받았다.; 이들은 짙은 녹색이고 1901년 빅토리아 여왕의 장례식때 소개된 소맷동에 검은 띠가 달려있었다.
글래스고의 교통 박물관(Museum of Transport)은 지하철 전용 공간을 가지고 있으며, 클러치 앤 케이블 시스템의 작동을 보여주는 모델 및 전근대화 시대의 다양한 차량으로 완성된 지하철역 일부의 전면 복제품을 보유하고 있다.

### 현대화 (1977–1980)
1970년대까지 지하철 사용이 크게 줄었다. 이것은 부분적으로는 조선소 일부가 폐쇄되고 클라이드강 남쪽의 주택가가 폭넓게 철거되어 발생했다. 1996년에 전기 트랙션에 맞게 조정되었지만, 대부분 1896년으로 거슬러 올라가는 원래의 객차는 여전히 사용 중이었다. 고장은 점점 빈번해지고 있다. 열차는 크레인으로 운반하여 선로에서 차량기지로만 분리될 수 있기 때문에, 작동하지 않는 단일 열차가 주요 지연을 초래할 수 있다. 지하철의 미래는 1960년대 후반 글래스고 코포레이션의 노선에 대한 관리를 인수한 그레이터 글래스고 여객 수송 이사회(Greater Glasgow Passenger Transport Executive)의 주요 쟁점이 되었다.

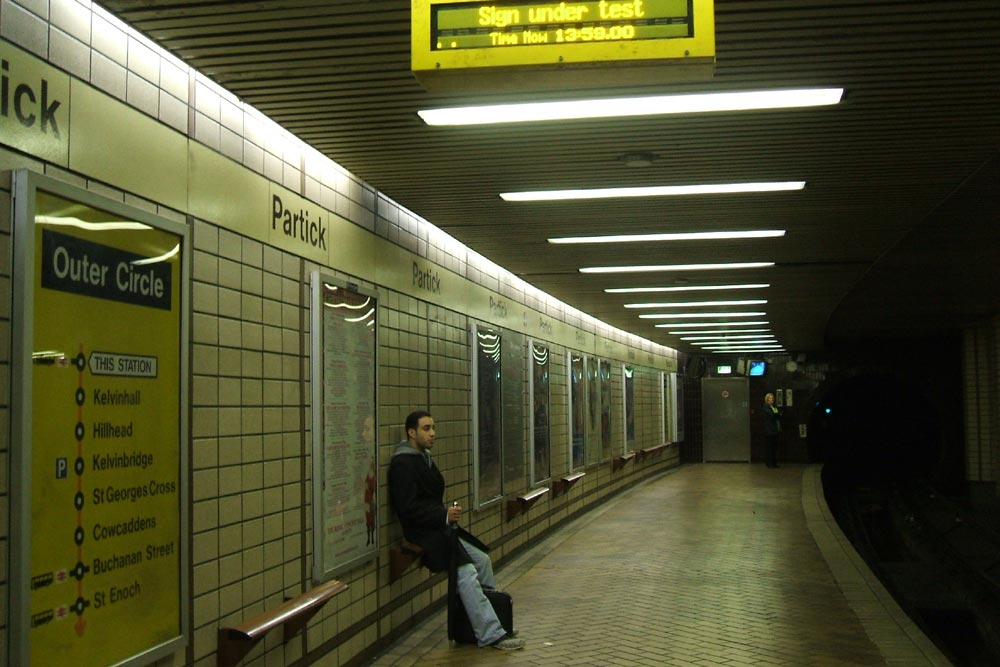
파틱역

1977년 3월 24일 고반 크로스 역 지붕에서 균열이 발견되어 5월 2일까지 운행이 중단되었다. 이 서비스는 순환 당 열차 4대로 재개되었다. 1977년 5월 2 일, 시스템은 주요 재개발 및 현대화를 위해 8일간 조기에 문을 닫았다. 고반 크로스 역(현재 고반 역)의 지붕에 더 많은 균열이 생겨 날짜가 정해고, 심하게 악화된 터널이 수리되었다. 뷰캐넌 스트리트, 파틱, 고반, 아이브록스, 힐헤드, 세인트에녹 역에서 추가 승강장을 갖춘 역이 재건되고 확장되었다. 켈빈브리지(Kelvinbridge) 역 입구가 바뀌었고, 사우스 우드사이드 로드(South Woodside Road) 역에 새로 입구와 주차장이 지어졌으며, 그레이트 웨스턴 로드(Western Western Road) 역의 에스컬레이터가 설치되고, 승강장 서쪽 끝에 계단이 설치되었다. 동쪽 끝에 있는 전 입구와 계단이 비상 출구가 되어 승강기가 서비스에서 제외되었다. 머크랜드 스트리트 역이 폐쇄되고, 노스 클라이드 교외 철도 시스템과의 환승 제공을 위해 북쪽에 새로운 역이 파틱에 세워졌다. 기존 머크랜드 스트리트역(Merkland Street subway station)의 위치는 특성 고비와 두 개의 선로가 있는 더 큰 지름의 터널으로 나타난다. 머크랜드 스트리트 역의 많은 부품들은 글래스고 교통 박물관(Glasgow Transport Museum)에 3개의 보존된 차량이 들어있는 복제전 현대화 역을 짓는데 사용되었다.
현대화의 일환으로 뷰캐넌 스트리트 역과 퀸 스트리트 본선역 사이에 무빙워크를 통한 추가 환승로가 설치되었다.

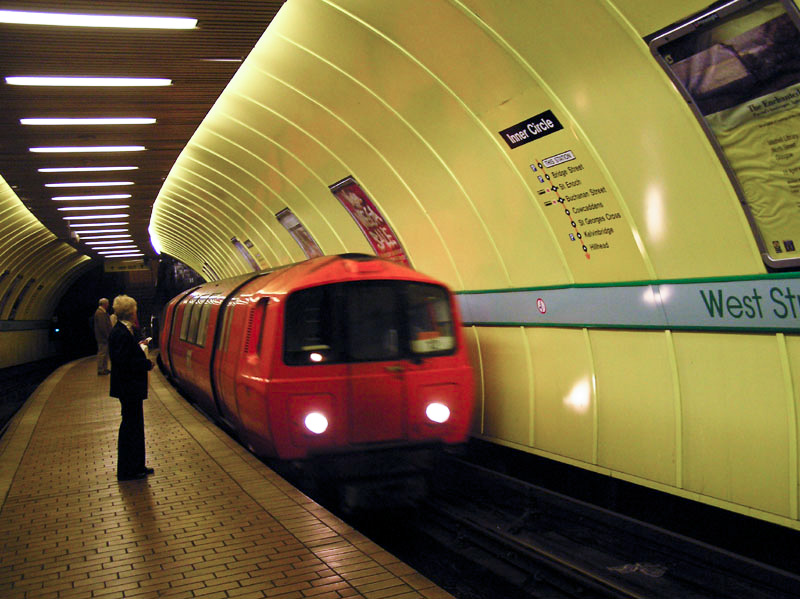
웨스트 스트리트 역의 내선순환 열차 진입.

1977년 8월에 구형 시스템의 중복 부품 및 장비는 브룸론 웍스(Broomloan Works)의 공개 판매에서 판매되었다. 1977-1980년 현대화 과정에서 두 대의 클레이튼 배터리 기관차는 건설업자인 테일러 우드로(Taylor Woodrow)에서 건설 열차를 운반하는데 사용되었다.
고유의 4 ft (1,219 mm) 궤간에서 더 무거운 트랙이 설치되었지만, 원래의 브룸론 차량기지는 현대화되었으며, 크레인 수송을 대체할 지점이 있는 연결 트랙이 장착되어 있으며 웨스팅하우스 전기 회사의 새로운 전기 공급 장치가 설치되었다. Crouzet이 제공하는 승객 전용 승차권 자동 판매기와 자동화된 개찰구을 갖춘 새로운 발권 시스템이 이전의 영화관 방식의 천공 승차권과 역무원을 대신했다. 1980년 이후의 노란색 승차권은 이후 새로운 시스템으로 교체되어 마그네틱 스트라이프 카드 승차권을 발행했다.

### 현대화 이후
이 노선은 1979년 11월 1일 엘리자베스 2세 여왕의 공표에 의해 공식적으로 재개되었다. 그러나 재건 작업은 아직 완료되지 않았으며, 1980년 4월 16일까지는 정식 개통되지 않았다. 버밍엄의 워시우드히스(Washwood Heath)에서 메트로 캠멜(Metro Cammell)이 GEC 전동기를 장착하여 제작한 33 대의 새로운 객차가 제작되었다. 열차의 외관 디자인은 글래스고 예술 학교(Glasgow School of Art)와 공동으로 진행되었으며, 당시 SPT 홍보 영화에 따르면, 열차의 "귀여운" 모습을 크게 책임지고 있다. 1992년에 8대의 추가 중앙 객차가 제조되었으며 (리즈의 Hunslet Gyro Mining Transport에서 외장 제조, 킬마녹의 Hunslet-Barclay Ltd에서 완제품 제조), 모든 열차는 3대의 객차를 길게 만들었다. 현대화된 시스템에서 흡연이 허용된 적이 없다.
(1970년대의 현대적인 패션에 이어) 새로운 아이덴티티가 등장했다. 밝은 오렌지색으로 도색된 열차, 역은 어두운 갈색 벽돌 장식에서, 주황색 벽 타일 및 기타 표면에 흰색을 사용하고, 직원에게는 갈색의 유니폼이 추가되었다. 역대 출입문에는 큰 "U"표시가 켜졌다.(제거된 이후 "Subway"이라는 이름이 다시 채택되었다) 1990년대부터 진행중인 혁신 작업으로 인해 대부분의 역에서 개별색 구성표를 채택하게 되었다. 1980년 열차의 초기 오렌지색 도색(흰 줄무늬가 있음)은 더 어둡고, 지속적인 색조의 오렌지색으로 대체되었고, 곧 SPT의 최신 크리미레드(carmine-red) 및 크림(cream) 도색으로 대체되었다.
이 시스템은 1996년 Vital Processor Interlocking을 사용하여 재계약되었으며 개선된 감시 제어 시스템이 설치되었다.

## 환승
현대화 이전에는, 지하철에서 다른 교통 수단과 공식적인 환승을 제공하지 않았지만, 두 역인 머크랜드 스트리트과 뷰캐넌 스트리트는 영국 철도역에서 도보로 가까운 거리에 있었다. 이 연결은 다음과 같은 현대화에서 개선되었다.
- 파틱역에서는 시스템이 글래스고 교외 철도 네트워크의 아가일 선과 노스 클라이드 선과 연결된다. 이는 파틱힐(Partickhill)의 원래 철도역을 물리적으로 이전하고, 머크랜드 스트리트 역을 이전 및 이름을 변경함으로서 이루어졌다.
- 뷰캐넌 스트리트 역에서 퀸 스트리트(Queen Street) 철도역까지 무빙워크로 연결되었다.
- 글래스고 센트럴역과 아가일 스트리트역(아가일 선)은 세인트 에녹 광장에서 가까운 도보 거리에 있으며, 대부분의 역은 버스 노선과 연결되어 있다.

## 역 목록

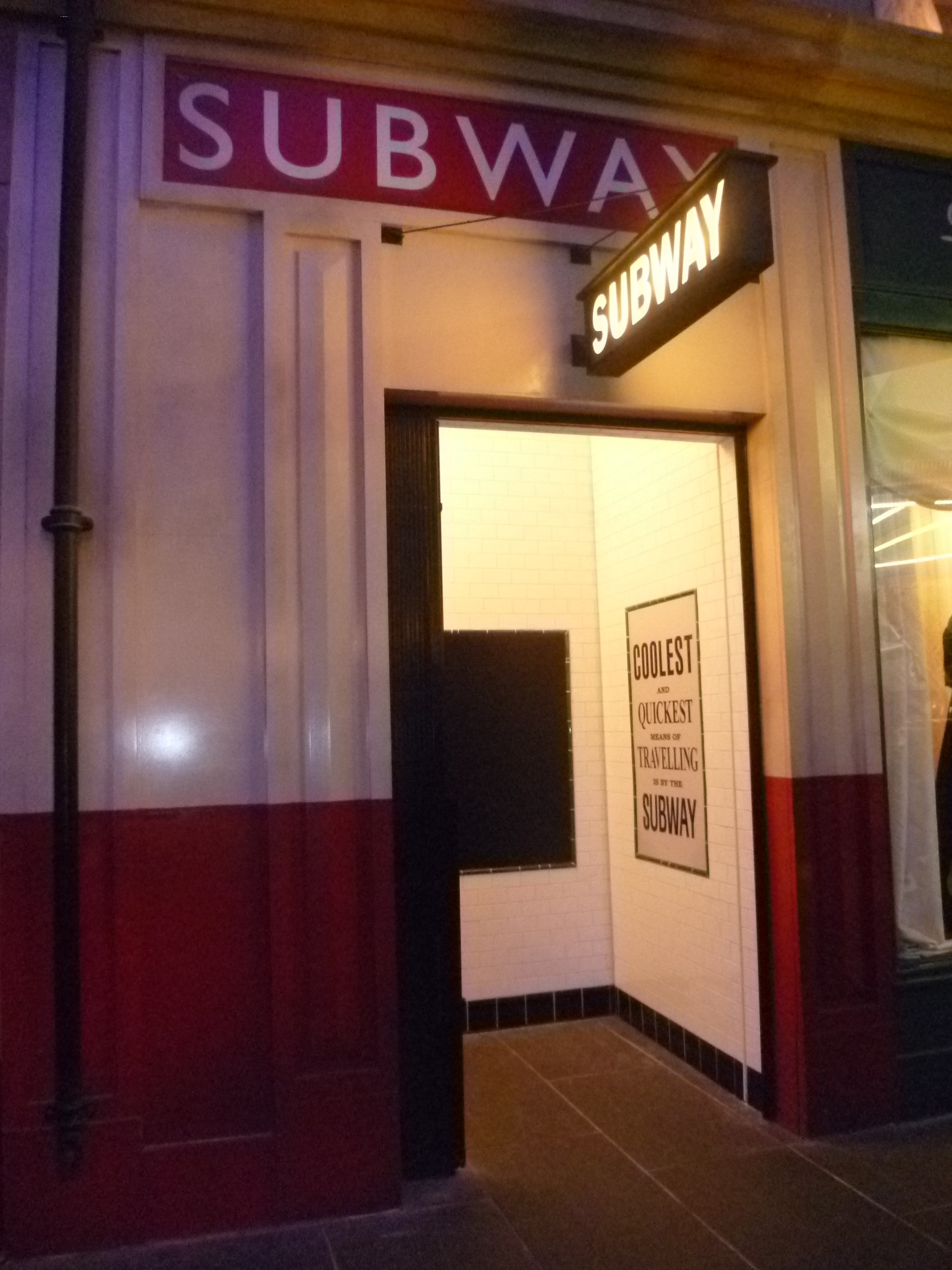
리버사이드 박물관의 재건된 글래스고 지하철역 입구

노선도

역은 파틱 역에서부터 시계방향 순으로 나열하였다.
| 역명                                                                | 사진 | 연결 교통수단                                                                         | 인근 역세권                                                                                     | 이용객수  |
| ------------------------------------------------------------------- | ---- | ------------------------------------------------------------------------------------- | ----------------------------------------------------------------------------------------------- | --------- |
| 파틱 Partick (1977년까지 머크랜드 스트리트(Merkland Street)란 이름) |      | 파틱역 퍼스트 버스(First Buses) 맥길스(McGill's) Avondale                             | 리버사이드 박물관 해밀턴 크레센트 크리켓 경기장                                                 | 966,192   |
| 켈빈홀 Kelvinhall (1977년까지 파틱 크로스(Partick Cross)란 이름)    |      | 퍼스트 버스 맥길스                                                                    | 켈빈홀 켈빈그로브 미술관 및 박물관 켈빈그로브 공원 글래스고 대학교 Western Infirmary            | 661,359   |
| 힐헤드 Hillhead                                                     |      | 퍼스트 버스                                                                           | 글래스고 대학교 글래스고 식물원 바이어스 로드 애쉬튼 레인                                       | 1,852,342 |
| 켈빈브릿지 Kelvinbridge                                             |      | 켈빈브릿지 주차장 퍼스트 버스                                                         | 그레이트 웨스턴 로드 켈빈그로브 공원 글래스고 대학교 세인트메리 대성당 글래스고 아카데미        | 941,008   |
| 세인트조지스 크로스 St George's Cross                               |      | 퍼스트 버스                                                                           | 그레이트 웨스턴 로드 퍼힐 스타디움                                                              | 524,638   |
| 카우캐던스 Cowcaddens                                               |      | 퍼스트 버스                                                                           | 윌로우 티룸 글래스고 예술학교 글래스고 칼레도니아 대학교 글래스고 켈빈 대학 글래스고 조각미술관 | 460,577   |
| 뷰캐넌 스트리트 Buchanan Street                                     |      | 퀸 스트리트역 뷰캐넌 버스 터미널                                                      | 뷰캐넌 스트리트 뷰캐넌 갤러리 글래스고 시티 챔버스 조지 스퀘어 글래스고 로열 콘서트 홀 시네월드 | 2,420,995 |
| 세인트 에녹 St Enoch                                                |      | 글래스고 센트럴역 아가일 스트리트역 퍼스트 버스 맥길스 스테이지코치 웨스트 스코틀랜드 | 세인트 에녹 센터 세인트앤드류 대성당 클라이드강                                                 | 1,908,029 |
| 브릿지 스트리트 Bridge Street                                       |      | 브릿지 스트리트 주차장 퍼스트 버스                                                    | O2 아카데미 글래스고 Glasgow Sheriff Court                                                      | 380,187   |
| 웨스트 스트리트 West Street                                         |      |                                                                                       |                                                                                                 | 96,593    |
| 실즈 로드 Shields Road                                              |      | 실즈 로드 주차장                                                                      | 스코틀랜드 스트리트 스쿨 뮤지엄                                                                 | 446,491   |
| 킨닝 파크 Kinning Park                                              |      |                                                                                       |                                                                                                 | 243,074   |
| 세스녹 Cessnock                                                     |      | 퍼스트 버스 맥길스                                                                    | 글래스고 과학 센터 (글래스고 타워, IMAX 시네마 포함) BBC 스코틀랜드 STV (TV 네트워크)           | 442,523   |
| 아이브록스 Ibrox (1977년까지 코플랜드 로드(Copland Road)란 이름)    |      | 퍼스트 버스 맥길스                                                                    | 아이브록스 스타디움                                                                             | 487,543   |
| 고반 Govan (1977년까지 고반 크로스(Govan Cross)란 이름)             |      | 퍼스트 버스 맥길스                                                                    | 고반 구성당                                                                                     | 925,541   |

## 운임 체계
글래스고 지하철의 승차권은 다른 지하철 시스템과 달리 거리 기반 요금 구조를 사용하지 않는다. 승차권은 승객이 원하는 만큼 지하철에 머물수 있게한다.
Bramble으로 알려진 스마트카드 기술의 도입으로 2단계 요금 구조가 있다. 성인(플라스틱) 스마트카드 운임이 '일회용'종이 승차권보다 10% 이상 저렴한 단일 요금 옵션이 있다. 스마트카드는 일회용 회수권보다 저렴하고 일회용 종일 승차권보다 훨씬 저렴한 일일 상한선이 있다. 스마트카드는 정기권(7일, 4주, 6개월, 1년)의 모든 형태에 필요하다.
스마트카드는 온라인으로 무료로 제공되며, 배송까지 10일이 소요되며, 역에서 3파운드로 구입할 수 있다.
모든 승차권은 기계를 또는 매표창구를 통해 모든 역에서 이용할 수 있다. 승차권을 확인하려면 카드 판독기에서 '접촉'해야하며 하차할 때까지 반드시 보유해야 한다.
Zonecard는 구역 G1 또는 G2에서 유효하면 지하철에서도 유효하다.
국가 자격 카드 소지자인 장애인 또는 노약자를 위한 할인 요금도 있다.
2017년 5월 31일 수요일 기준 지하철 요금은 아래와 같다.:
| 승차권               | 스마트카드                                                          | 스마트카드                                                          | 1회용 승차권                                                        | 1회용 승차권                                                        | 1회용 승차권                                                        |
| 승차권               | 성인                                                                | 아동                                                                | 성인                                                                | 아동                                                                | 장애인 및 노약자                                                    |
| -------------------- | ------------------------------------------------------------------- | ------------------------------------------------------------------- | ------------------------------------------------------------------- | ------------------------------------------------------------------- | ------------------------------------------------------------------- |
| 1회                  | £1.45                                                               | £0.70                                                               | £1.65                                                               | £0.70                                                               | £1.00                                                               |
| 왕복                 | N/A                                                                 | N/A                                                                 | £3.10                                                               | £1.35                                                               | £1.40                                                               |
| 1일 무제한           | N/A                                                                 | N/A                                                                 | £4.00                                                               | N/A                                                                 | N/A                                                                 |
| 스마트카드 데일리 캡 | £2.80                                                               | £1.35                                                               | N/A                                                                 | N/A                                                                 | N/A                                                                 |
| 7일권                | £13.00                                                              | £6.50                                                               | N/A                                                                 | N/A                                                                 | N/A                                                                 |
| 28일권               | £50.00                                                              | £25.00                                                              | N/A                                                                 | N/A                                                                 | N/A                                                                 |
| 6개월권              | £250.00                                                             | £125.00                                                             | N/A                                                                 | N/A                                                                 | N/A                                                                 |
| 12개월권             | £450.00                                                             | £225.00                                                             | N/A                                                                 | N/A                                                                 | N/A                                                                 |
| 파크 & 라이드        | 1일: £5.20; 7일: £25.00; 28일: £95.00; 6개월: £500.00; 1년: £900.00 | 1일: £5.20; 7일: £25.00; 28일: £95.00; 6개월: £500.00; 1년: £900.00 | 1일: £5.20; 7일: £25.00; 28일: £95.00; 6개월: £500.00; 1년: £900.00 | 1일: £5.20; 7일: £25.00; 28일: £95.00; 6개월: £500.00; 1년: £900.00 | 1일: £5.20; 7일: £25.00; 28일: £95.00; 6개월: £500.00; 1년: £900.00 |